# Roi Xuan de Chu
Le Roi Xuan de Chu (chinois : 楚宣王 ; pinyin : Chǔ Xuān Wáng), (???-340 av. J.C), est le dix-huitième roi de l'État de Chu. Il règne de 370 à 340 av J.C., durant la Période des Royaumes combattants de l'histoire de la Chine. Son nom de naissance est Xiong Liangfu (chinois traditionnel : 熊良夫), "Roi Xuan" étant son nom posthume.
Le roi Xuan succède à son frère aîné, le roi Su de Chu, qui meurt sans descendance en 370  av J.C.  
En 354  av J.C., le roi Xuan envoie des troupes porter secours à l'État de Zhao, qui est attaqué par l'État de Wei..
Le roi Xuan meurt en 340 av. J.-C. après 30 ans de règne. C'est son fils, le roi Wei de Chu, qui lui succède.